# Hoover (Haushaltsgerätehersteller)
Hoover ist eine Marke für Elektrohausgeräte; ursprünglich war Hoover ein selbständiges US-amerikanisches Unternehmen. Zum Sortiment gehörten Staubsauger und Elektrogroßgeräte. Der europäische Teil des Unternehmens wurde 1995 von dem italienischen Haushaltsgerätehersteller Candy erworben; der amerikanische Teil wurde 2007 von dem chinesischen Konzern Techtronic Industries (TTI) übernommen. Sowohl TTI als auch Candy verwenden weiterhin die Marke Hoover. Seit 2018 gehört Candy zum chinesischen Konzern Haier.

## Geschichte

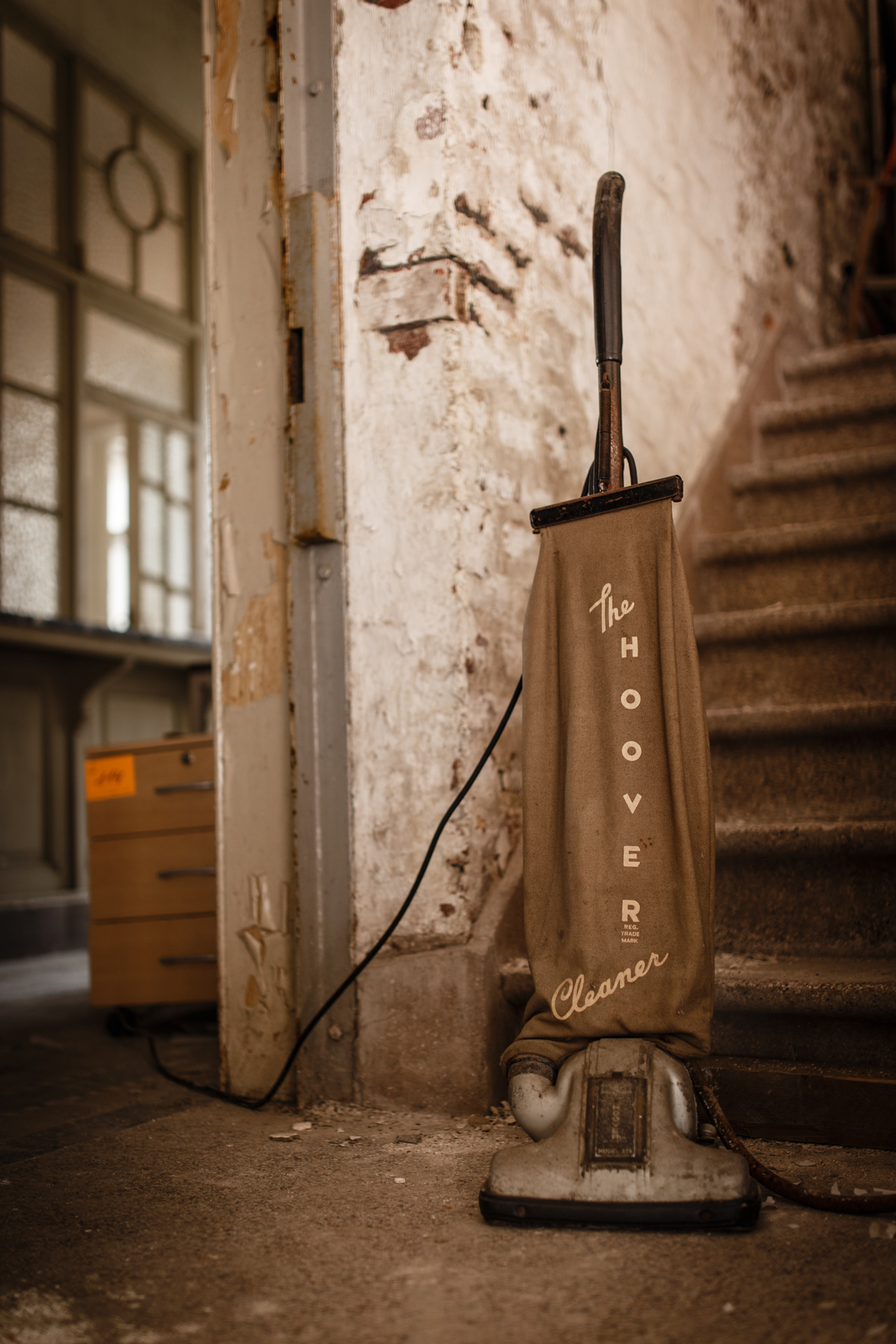
Historischer Hoover-Staubsauger

Das Unternehmen wurde 1908 in New Berlin (heute North Canton) im US-Bundesstaat Ohio, gegründet, als William Henry „Boss“ Hoover das Patent für einen Staubsauger von seinem Cousin und Erfinder James Murray Spangler kaufte. Spangler hatte zwei Jahre zuvor aus einem Ventilator, einer Seifenschachtel, einem Kissenbezug und einem Besenstiel als Handgriff einen Staubsauger gebastelt. Der Vorteil lag darin, dass dieser Sauger durch die Wohnung gezogen werden konnte. Das neue Produkt entwickelte sich zum Verkaufshit in den USA.
Nach dem Ersten Weltkrieg expandierte Hoover nach Europa. In Perivale, West London, wurde die erste europäische Handelsregistereintragung für Hoover als „Hoover Ltd.“ vorgenommen und 1933 auch der erste europäische Fertigungsstandort eröffnet. Zuvor waren die Staubsauger aus einem Werk in Kanada nach Europa exportiert worden.
Der erste deutsche Handelsregistereintrag in Berlin stammt aus dem Jahr 1926. Im selben Jahr führte Hoover die Bürstwalze mit Klopffunktion ein. 1927 erklärte die britische Königin Mary per königlichem Dekret Hoover zum Hoflieferanten für Staubsauger; später wurde diese Auszeichnung auf andere Hausgeräte ausgeweitet. 1937 wurde die Gesellschaft an der Londoner Börse notiert.
In den folgenden Jahrzehnten erweiterte Hoover das Produktsortiment. Mark 1 kam 1951 als erste etagenfähige Waschmaschine auf den Markt. Sie war klein genug, um in einer durchschnittlichen Küche untergebracht zu werden. Der erste Waschvollautomat wurde 1963 vorgestellt, ebenso wie der erste Bodenstaubsauger. 1989 wurde das Unternehmen vom amerikanischen Konkurrenten Maytag Corporation erworben. 1993 brachte das Unternehmen mit dem Acenta den leisesten Hoover-Staubsauger auf den Markt. Die EcoBox, ein Kunststoff-Behälter im Sauger, machte 2001 den Staubbeutel überflüssig.
1995 wurde der europäische Ableger von Hoover vom italienischen Hersteller Candy übernommen, der sich damit auch umfangreiche Rechte zur Nutzung der Marke in Europa und im Mittelmeerraum sicherte.
2006 erwarb Whirlpool den Konkurrenten Maytag; 2007 wurde das verbleibende Amerika-Geschäft von Hoover von dem chinesischen Konzern Techtronic Industries (TTI) übernommen.

## Produkte
Auf dem US-amerikanischen Kernmarkt wird die Marke Hoover ausschließlich für das Segment „floorcare“ (d. h. Staubsauger, Kehrmaschinen, Teppichreiniger etc.) verwendet. In Teilen des englischen Sprachraums steht „Hoover“ als generalisierter Markenname für Staubsauger.  Auf außeramerikanischen Märkten wird unter der Marke ein breites Sortiment an Küchen- und Haushaltselektronik angeboten.